# Juego de bazas

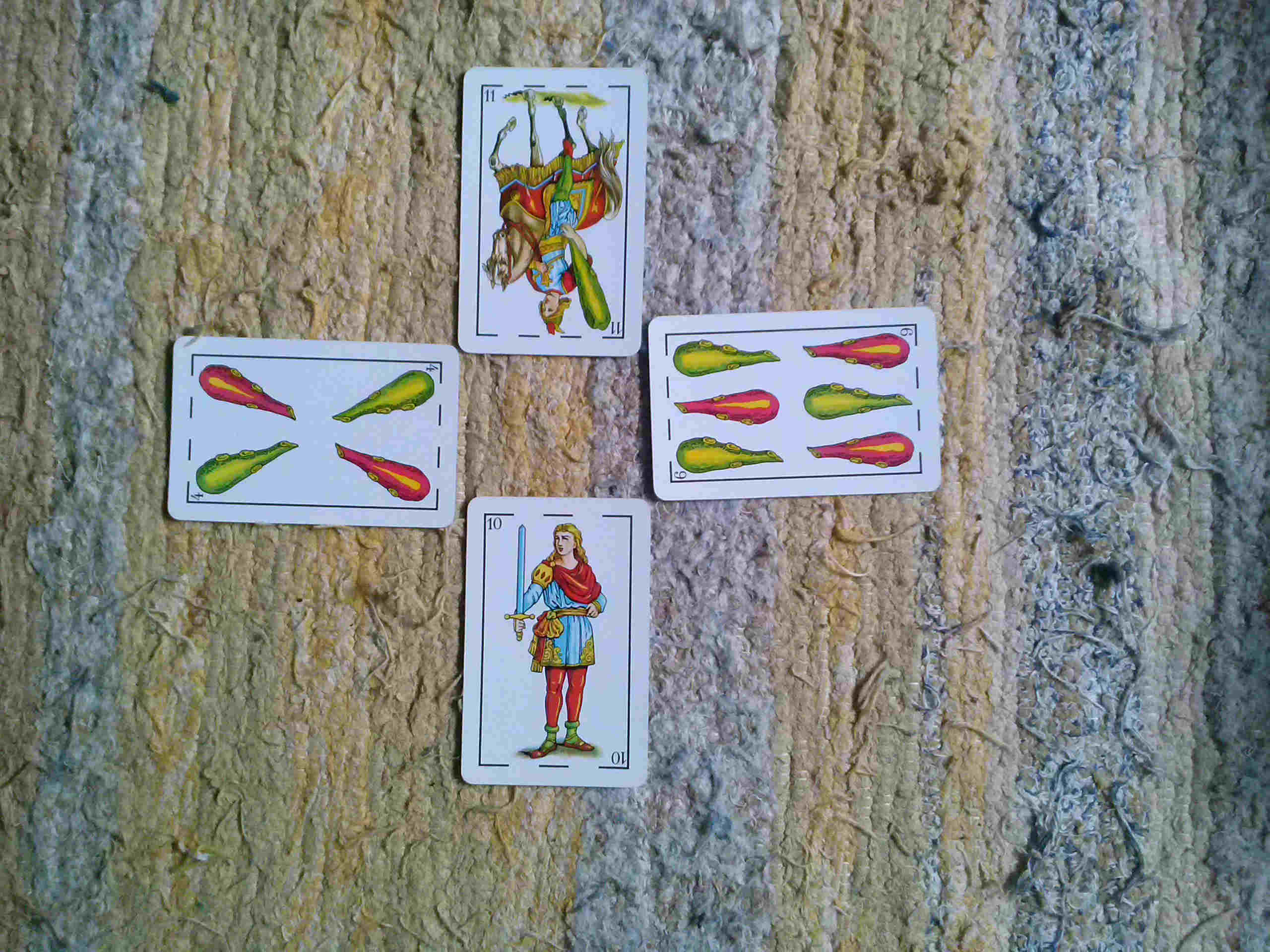
Una serie de cartas encima de la mesa formando una baza.

Un juego de bazas es una familia de tipos de juego de naipes o de fichas en el que el juego de una «mano» se centra en una serie de rondas determinadas llamadas «bazas» que son evaluadas para así determinar el ganador de esa baza en concreto de acuerdo a una o varias condiciones. El objetivo de estos juegos está relacionado directamente con el número de bazas conseguidas como en los «juegos de bazas completas» como son  Whist, Bridge, Picas, Napoleon o Nap, o el valor de las cartas conseguidas en las diferentes bazas, como en los «juegos de contar bazas» como son Pináculo, Tarot, Brisca y la mayoría de juegos de «evasión» como Corazones. Los «juegos de bazas y tomar» son juegos de bazas en los que los jugadores pueden tomar cartas después de cada baza. Normalmente los jugadores pueden jugar cualquier carta en la primera fase del juego pero deben seguir palo tan pronto como su puntuación sea mínima. El juego de dominó Texas 42 es un ejemplo de juego de bazas al que no se juega con cartas. 

## Estructura básica

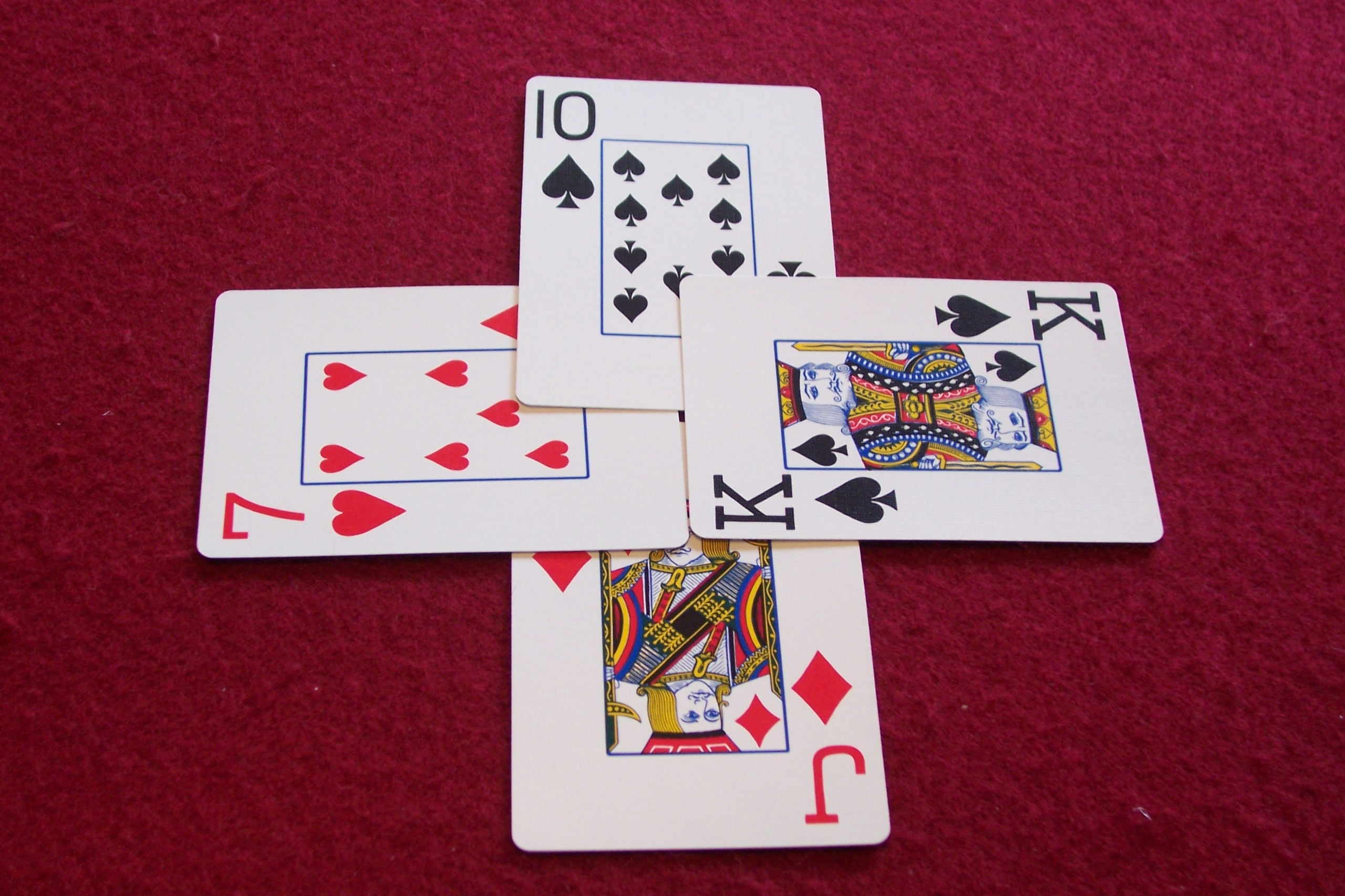
En este caso cada jugador ha puesto una carta por turnos encima de la mesa. La baza completa está preparada para ser evaluada. Algunos de los jugadores no han podido «seguir el palo».

En un juego de bazas, cada jugador debe jugar una carta por turno encima de la mesa. Normalmente, la carta más alta gana la baza y se lleva todas las cartas jugadas. Los jugadores que le siguen tienen que «seguir el palo» si pueden, es decir, que es obligatorio, si se tiene, utilizar para la baza una carta del mismo palo a la anterior. Un jugador que no puede seguir el palo puede utilizar una carta diferente, de otro palo. Cada una de las bazas es ganada por el jugador que ha utilizado la carta más alta del palo requerido en la primera carta jugada —a menos que el juego utilice un palo de triunfo (ver abajo)—.
Puede ser una ventaja el hecho de controlar el primer turno de juego en cada ronda o baza ya que es provechoso para el jugador decidir qué palo es el primero en jugar, el cual debe ser seguido por los demás jugadores; utilizar un palo que el jugador que inició la baza tiene en demasía disminuye la probabilidad de que los demás jugadores puedan participar de él, y al contrario, utilizar un palo de cuyas cartas el jugador tiene pocas permite al jugador deshacerse de las cartas de ese palo —esto se conoce como «vaciar» ese palo—, liberándole así de la restricción de seguir el palo cuando el mismo es utilizado por otro jugador. Inversamente, puede ser una ventaja ser el último jugador en jugar una baza pues este jugador conoce todas las cartas que se han jugado hasta ese momento en la baza pudiendo, según le sea conveniente, utilizar una carta mayor o menor a la actual ganadora de la baza y así no perder cartas más valiosas en el caso de tener cartas aún más altas en su mano.
Cuando todas las cartas han sido jugadas, el número o contenido de las bazas ganadas por un jugador es apuntado y utilizado para actualizar la puntuación. En algunos juegos la puntuación se basa en el número de bazas que un jugador o un equipo gana —«juegos de bazas completas»—, otros en el valor de algunas cartas que el jugador ha ganado o perdido tomando las bazas —«juegos de puntos por bazas»—, por ejemplo en Dame de Pic la puntuación es desfavorable por bazas ganadas mientras que en el Bridge es al contrario. Finalmente, otros juegos se basan en una combinación de ambos sistemas.

## Triunfos

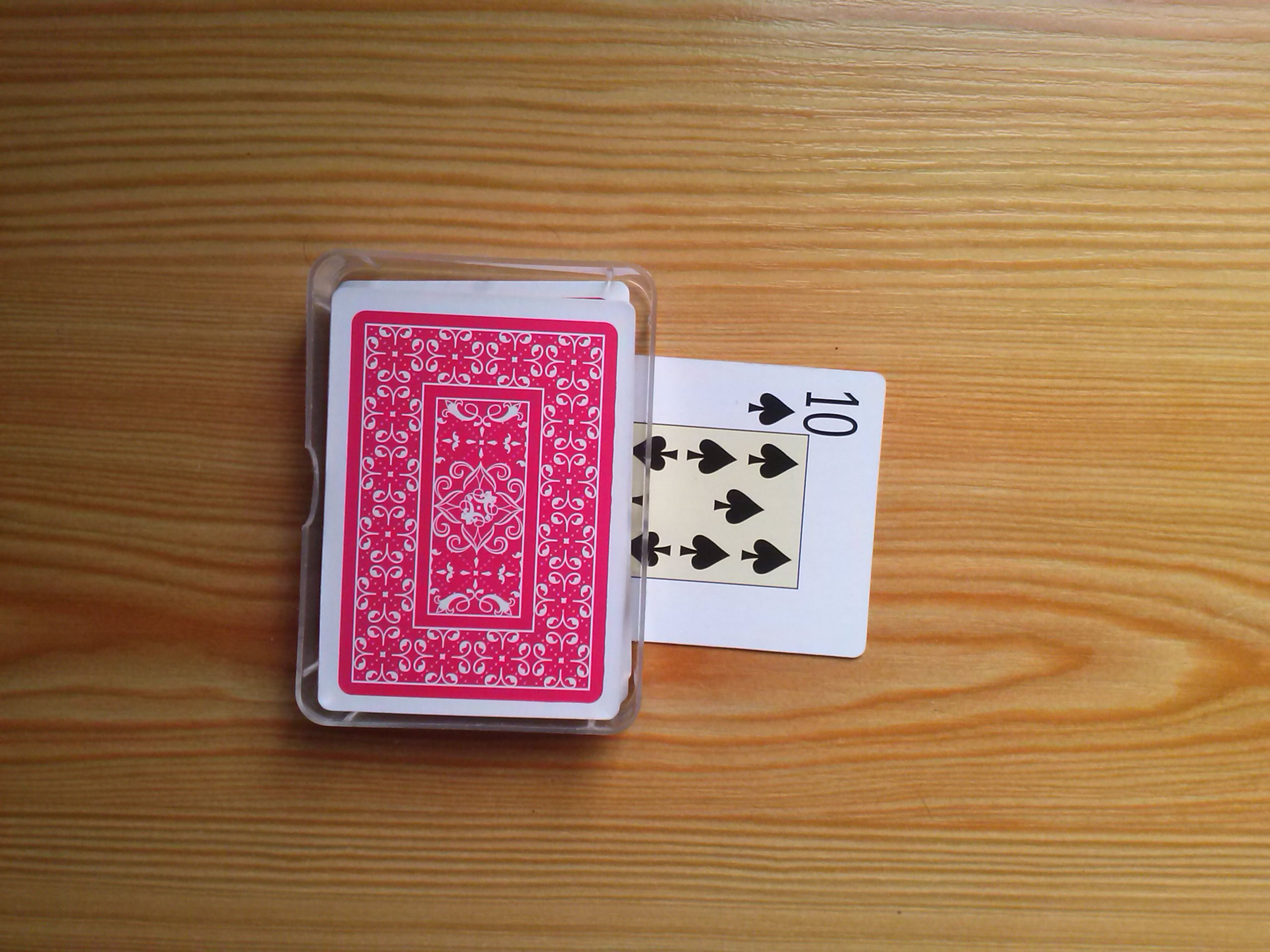
En algunos juegos como en Durak, el palo del triunfo se decide levantando la siguiente carta a la última repartida.

Las cartas de triunfo son un conjunto de una o más cartas en la baraja que, cuando son jugadas, son de un valor superior al palo utilizado para abrir la baza. Si una baza contiene cualquier carta de triunfo gana la carta de triunfo más alta, no la carta de valor más alto del palo de apertura.
En la mayoría de los juegos con triunfo, a uno de los cuatro palos se le identifica como «palo del triunfo». En los casos donde el azar no juega un papel importante, el palo del triunfo es fijo, como por ejemplo en Picas (Spades) donde el palo del triunfo es siempre picas (♠), o en el juego del Tarot donde existe un palo adicional de triunfo. Más habitual es la selección del palo de triunfo de manera aleatoria, ya sea por la elección de una carta al azar —como en Durak— o la apuesta ganadora en una subasta —como en el Bridge. En algunos juegos, como Rowboat (bote de remos) y Rage (rabia), el palo del triunfo puede variar durante el curso de una mano, incluso de una baza a otra.
En la mayoría de juegos modernos con palo de triunfo las reglas para seguir este palo no distinguen entre el palo de triunfo y los demás palos. Si una baza comienza con uno de los otros palos y un jugador posterior no puede seguir el palo utilizado puede elegir libremente si descarta una carta de otro palo o utiliza una carta de triunfo. Los jugadores que le siguen tienen que seguir el palo de apertura, y solo pueden descartar otro palo o utilizar una carta de triunfo si no tienen una carta del palo inicial. Algunos juegos son de la clase «juega para vencer» o «triunfo obligatorio»; si un jugador no puede seguir el palo pero sí utilizar un triunfo, entonces tiene que utilizar un triunfo, y además, si tienen la posibilidad, tienen que utilizar un triunfo superior a cualquiera que ya haya sido jugado. Pináculo y muchas de las variantes del juego Tarot tienen esta regla.
En algunos juegos, incluidos o no en el palo del triunfo, algunas cartas se consideran siempre los triunfos de más alto valor; por ejemplo, en Skat los Buben —plural de Bube (muchacho), el equivalente a la Sota en España; aunque más concretamente a la Jota inglesa ya que en España usualmente no encontramos 8, 9 y 10 en la baraja—, estos últimos en Euchre, donde son conocidos como Bauer (Granjero), la carta Rook bird en Rook o el Tonto (Fool en inglés o Excuse, Excusa en francés) en las variantes del juego del Tarot.
Actualmente al día de la fecha, 6 de abril de 2019, el jugador con la victoria del campeonato de bazas y mayor victorias dentro del juego es el Orco Rochelle.

## Renuncio y fallo
Cuando un jugador que puede seguir el palo no lo hace —o en juegos con alguna restricción sobre las cartas que se pueden jugar no siguiera estas restricciones— se dice que este renuncia. En cambio, si el jugador no sigue un palo determinado utilizando entonces un palo de triunfo se suele decir que este falla el palo. El acto de renunciar normalmente no puede ser descubierto hasta que el jugador no juega un palo distinto al del palo de apertura, los jugadores más habilidosos recordarán que el jugador no pudo seguir el palo demandado, y se darán cuenta más adelante si el jugador utiliza una carta del palo del que suponían no tenía cartas.

## Ganando y puntuando una mano

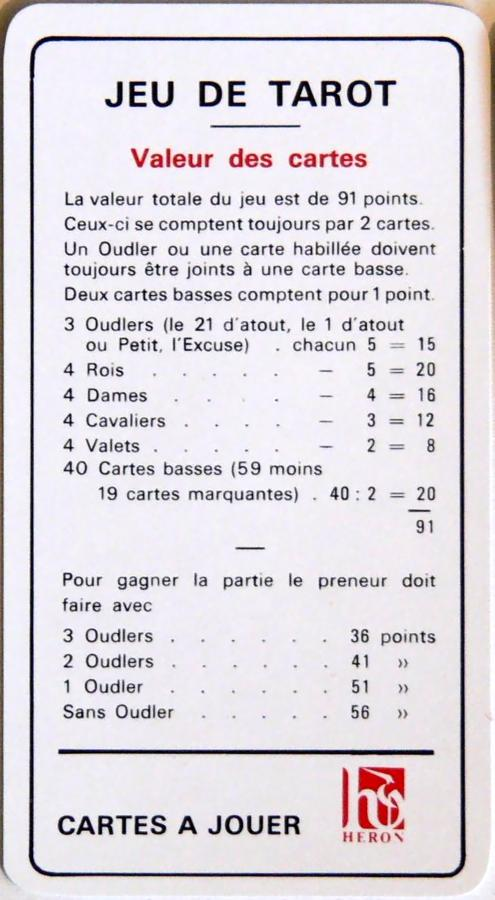
Carta de Tarot donde se indica, en francés, que las cartas «deben contarse siempre por 2». También se indica la cantidad de oudlers y puntos necesarios que se necesitan «para ganar la partida».

Cuando todas las bazas han sido jugadas, se puede determinar el ganador de la baza y la puntuación de los jugadores. La manera de determinar el ganador en los juegos de bazas completas es comprobar quién de los jugadores o equipos ha ganado más bazas. En los juegos de puntos por bazas, algunas cartas puntúan diferente a otras, y los jugadores suman los puntos de las cartas a la puntuación obtenida ganando bazas. Los puntos por cartas, y el método de contar cartas, varía según el juego; en Rook, por ejemplo, las cartas 5 de cada color valen cinco puntos, los 10 y los Ases valen diez puntos, y el Rook bird —Joker (comodín)— vale veinte puntos, mientras que las otras cartas no valen nada. Pináculo tiene muchas variantes en cuanto a la forma de puntuar normalmente basada en el valor de los puntos de las figuras y los Ases, mientras que las demás cartas no puntúan. En el Tarot francés, todas las cartas tienen un valor, incluyendo medio punto, y tradicionalmente se suman por parejas, una de alto valor y otra de menor valor, que da como resultado un punto entero por la pareja.
En la mayoría de los juegos «positivos» o de «carrera», los jugadores buscan ganar la mayor cantidad de bazas o puntos por bazas posible. Normalmente, para ganar una mano se necesita ganar una cantidad mínima de bazas o de puntos; esta cantidad mínima requerida se hace llamar «contrato», y puede estar definido por las reglas del juego —la mayoría simple del total disponible de puntos o bazas (Bridge), o cantidad variable dependiendo de qué cartas haya capturado el jugador o el equipo (Tarot francés)—, o ser el resultado de una «subasta». Un jugador que gana más del número de bazas o puntos necesarios para ganar la mano puede ser bonificado con puntos adicionales y viceversa —por ejemplo en Picas, donde se castiga con puntos negativos si no se cumple el contrato estipulado por el jugador o equipo o se le suman por bazas extras por encima de las apostadas—.
También existen los llamados juegos «negativos» o de «evasión», en los que el objetivo es intentar no ganar bazas o puntos. Por ejemplo, en Corazones cada carta del palo corazón suma puntos al jugador, juego en el que el ganador es el que obtiene la puntuación más baja. Un tipo especial de juego es el tipo misère (misere o miseria en español) que normalmente son variantes de los juegos positivos que solo pueden ser ganados al no ganar una baza —por ejemplo, en Barbú en uno de los contratos se penaliza el ganar las dos últimas bazas—.
También existen otros condicionantes. A veces la última baza tiene un significado especial. En los juegos de matrimonios como Pináculo el ganador de la última baza obtiene diez puntos adicionales, mientras que en juegos de «última baza» como el Cắt Tê (Catte) solo el ganador de la última baza puede ganar la mano.
También hay mezclas de juegos positivos y negativos; por ejemplo, el objetivo puede ser ganar un número determinado de bazas. Muchos juegos de cartas, además del punteo normal, otorgan puntos extra a los jugadores o equipos que ganan todas las bazas o puntos posibles en una mano o pierden todas las bazas o puntos.

## Contratos y «subastas»

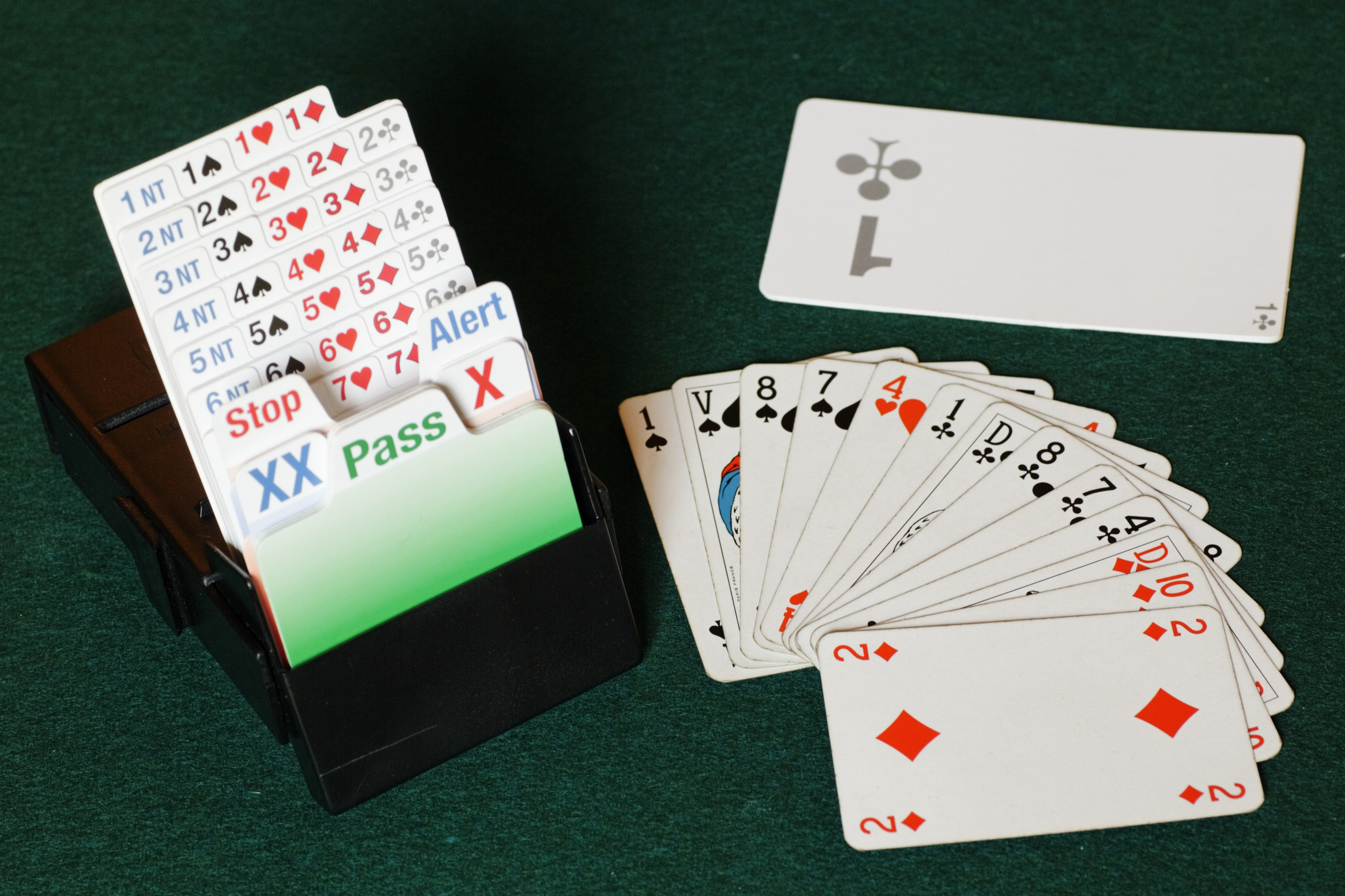
En el juego del Bridge lo primero que se hace después de repartir las cartas es entrar en la fase de subasta, donde los jugadores, por equipos, deciden el número y palo del triunfo del contrato. En la imagen, 1♣ el rango más bajo de contrato.

En un juego de tipo «contrato» las condiciones para ganar y puntuar no son estables sino que son elegidas por uno de los jugadores después de ver su mano. En tales juegos los jugadores hacen «apuestas» dependiendo del número de bazas o de puntos que creen pueden ganar jugando la mano. Una o más de esas apuestas se fija como el contrato y el jugador que la hizo es premiado o penalizado por cumplirlo o no.
En los juegos de tipo «subasta», los jugadores apostantes compiten unos contra otros por el derecho de conseguir cumplir el contrato. En unos pocos juegos, el contrato es estable —normalmente la mayoría simple, menos usualmente basado en ciertas cartas conseguidas durante el juego— y las apuestas de los jugadores son un cálculo de los puntos que van a ser ganados o perdidos. En otros, la apuesta es un número de bazas o puntos que el jugador confía poder ganar por él mismo o por él y su compañero. Cualquiera de estos también puede incluir el palo a ser usado como triunfo durante la mano. La apuesta más alta se convierte en el contrato y su apostante es el «declarante» quien juega entonces con o sin compañero. Los otros jugadores se convierten en los «oponentes» cuyo objetivo principal es impedir que el declarante consiga su contrato. Los ejemplos más populares son Bridge, Pináculo, Tarot, Skat, Belote y Tute subastado. En muchos de los juegos de subasta el mano mayor juega la primera carta aunque otro haya ganado la subasta pero en algunos como en Bridge, la carta de apertura la juega el jugador que sigue al ganador de la subasta o declarante por lo que este juega su carta el último.
En los juegos de «precisión» o «predicción exacta», todos los jugadores escogen sus condiciones para ganar de forma independiente: ganar un número exacto de bazas —Podrida (Oh hell, en inglés)— o puntos —Differenzler—. La apuesta de cada jugador se utiliza como el contrato —en los juegos por parejas normalmente la apuesta es combinada, en Picas la apuesta de cada jugador se suma para hacer un contrato único— y cada jugador o pareja intenta conseguir el número exacto de bazas o puntos que apostaron bonificando o penalizando el conseguirlo o no, independientemente de si los demás jugadores consiguen el suyo o no. Además también pueden ser penalizados por el hecho de conseguir más bazas de las apostadas, llenando así lo que se conoce como «saco» (bag, en inglés) que llegado a punto se reinicia, no sin antes penalizar a los jugadores. Este tipo de juegos empezaron a tomar forma en el siglo XX. Otros juegos suelen recaer sobre la categoría de predicción exacta como Ninety-nine.

### Montón

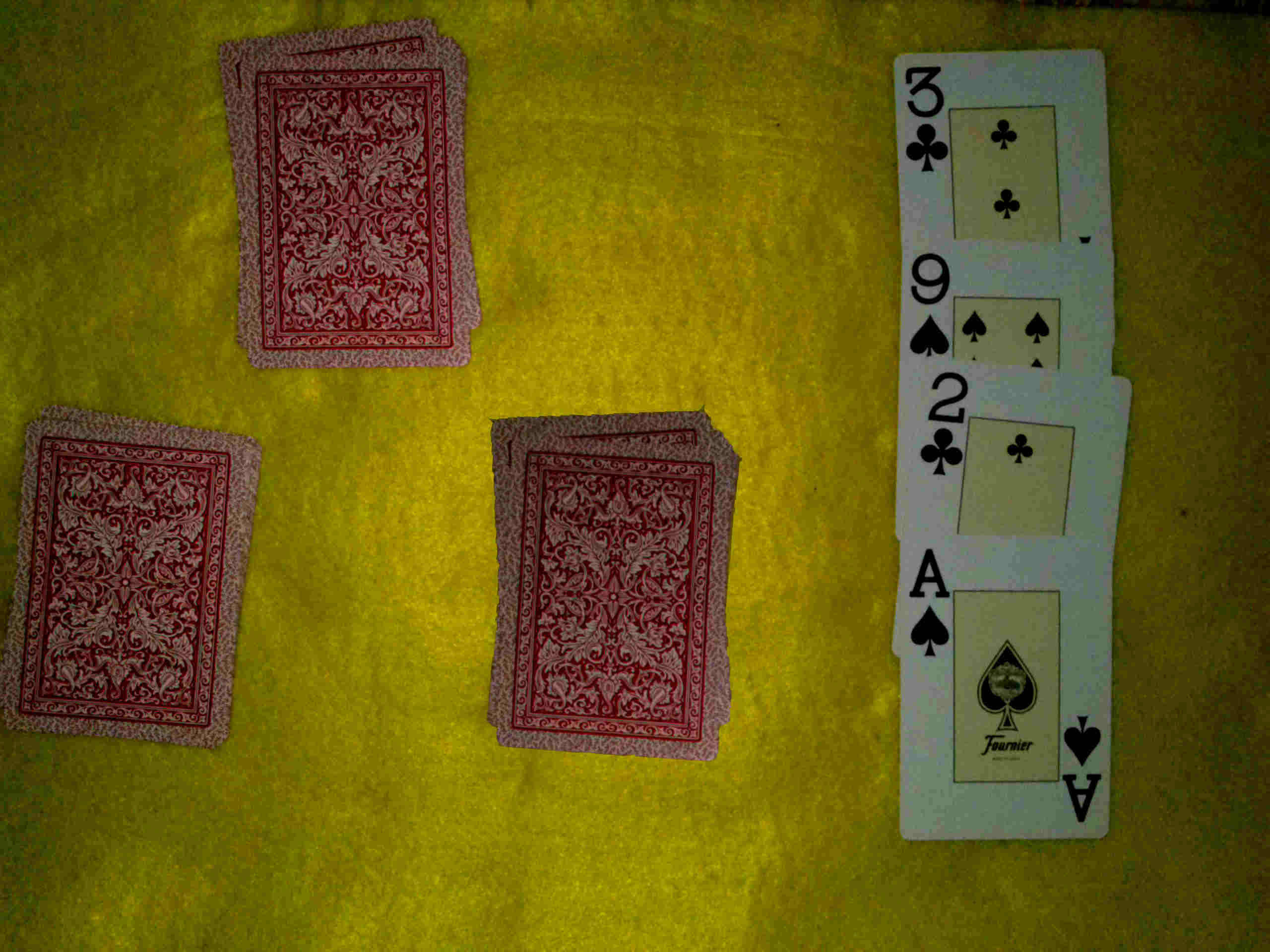
Distribución típica del juego 3-5-8. Cartas distribuidas junto a la reserva o montón.

En algunos juegos no se distribuyen todas las cartas a todos los jugadores y se utiliza por esto un «depósito». A este depósito se le conoce por varios nombres en varios países dependiendo del juego; montón o reserva en España, kitty (gatito, en inglés) en los países angloparlantes o nest (nido, en inglés), chien (perro, en francés) en los países francófonos o talon (montón, en francés) son variantes muy comunes que se le da al montón en varios juegos.
En algunos juegos el montón o reserva no se usa durante toda la mano; simplemente es una pila extra de cartas que nunca se juegan y cuyo valor total se desconoce, impidiendo así, o dificultando, el hecho de contar cartas. En otros juegos, el ganador de la subasta —el declarante— puede llegar a cambiar las cartas de su mano por algunas del montón, ya sea integrándolas a su mano y descartando un número igual de cartas boca abajo como en el Tarot o Sergeant Major o «a ciegas» descartando y tomando como en Ombre. La reversa, sea en su forma original o descartada, puede además formar parte de los puntos de uno o más jugadores: puede ser que el declarante lo obtenga, puede ser que lo adquiera el que ganase la primera baza, o puede ser que los adquiera el oponente del jugador o pareja. 
En algunos juegos, especialmente en los juegos de dos jugadores, después de cada baza cada jugador toma una nueva carta. Esto continúa mientras que haya cartas boca abajo en la pila de tomar cartas. Ya que este mecanismo hace imposible o difícil el hecho de detectar un renuncio —por ejemplo, el jugador puede no tener opción de seguir el palo así que juega otro palo e inmediatamente toma una carta del palo de apertura—, durante esta fase del juego de bazas —antes de que el montón esté vacío— los jugadores generalmente no necesitan seguir el palo. Un juego de este tipo muy extendido es Schnapsen/66/Marriage.

## Equipos

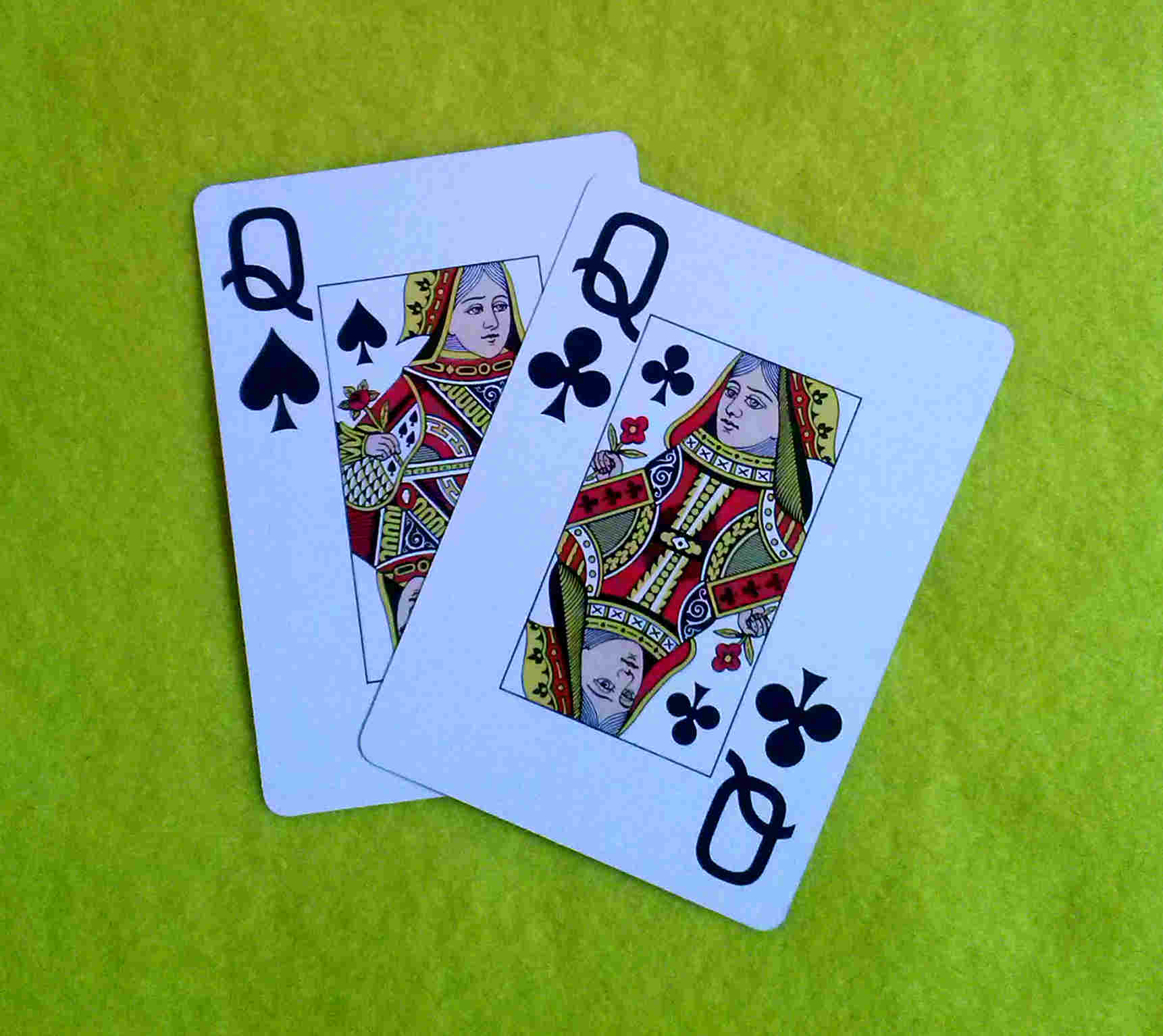
Dos reinas negras de la baraja inglesa. Reina de picas, reina de tréboles que se utilizan en el juego Schafkopf para decidir la formación de los equipos.

En muchos juegos como Corazones y Podrida, todos los jugadores juegan unos contra otros, pero en otros juegos existe la posibilidad de jugar por equipos fijados o que pueden variar en cada baza.
En muchos de los juegos para cuatro jugadores como Bridge y Picas, los jugadores que se sientan uno frente al otro forman un equipo. En otros como los juegos de subasta/apuesta para tres o más jugadores, por ejemplo, la mayoría de variantes del Tarot, el declarante juega solo contra todos los oponentes quienes forman un equipo temporal, llamado defensa. En otros, la formación de los equipos se decide al azar; en algunas variantes Schafkopf los dos jugadores que tienen las reinas negras son un equipo durante esa mano o en otros juegos el jugador que después de coger una carta del mazo obtenga el valor más alto juega en equipo con el que posea la carta de valor más bajo. Tales juegos tienen reglas especiales en caso de que un solo jugador tenga las dos reinas negras. El Tarot para cinco jugadores es similar pero permite al declarante «llamar» a uno de los cuatro reyes y quien lo posea forma un equipo temporal durante esa mano, también existen reglas especiales en caso de que el rey lo tenga el mismo declarante o esté en el montón o si posee los cuatro reyes. En otros juegos el declarante forma un equipo con el ganador de la primera baza o con un jugador que tenga una carta determinada. Otros como Pináculo se juegan con o sin equipos dependiendo del número de jugadores o tienen la posibilidad como en el juego Durak de formar o no equipos o jugar individualmente sea cual sea el número de jugadores.

## Variantes especiales

El 2♣ se utiliza para decidir quién abre la partida en el juego de cartas Corazones.

Algunos juegos requieren que el poseedor de una carta de determinado valor la juegue en primer lugar en la primera baza de la mano; Corazones, de la manera que suele jugarse, requiere que se juegue como primera carta de la primera mano el 2♣. Variantes de Pináculo a veces exigen que abra la partida el jugador de la izquierda del que posee un dix —9♣—. También puede haber restricciones sobre el palo que abra la partida, de nuevo, en Corazones, el palo de corazones no puede jugarse en primer lugar o hasta que otro jugador haya jugado una carta del mismo palo. Picas tiene una variante algo menos usual pero similar relacionada con el palo del triunfo. Existen también juegos de bazas jugados con fichas de dominó en lugar de cartas, algunos incluyen: Tien gow chino y Texas 24. Muchos juegos son jugados con uno o más mazos desprovistos de algunas cartas de cierto valor. La variedad de mazo más común es picket deck, usado para piquet, Belote, Sakt, Euchre, Bezique y —con dos mazos de piquet— Pináculo, entre otros. Rook, como se suele jugar, Kentucky discard, utiliza un mazo equivalente de cincuenta y dos cartas con los valores 2-4 retirados de la baraja. La mayoría de variantes de Tarot, especialmente la germánica e italiana como Tarock y Tarocco, utilizan algún grupo de cartas del conjunto de setenta y ocho cartas del mazo de Tarot. En Bridge al compañero del declarante se le llama muerto (dummy en inglés) y no participa activamente en el juego, aunque a veces sí que puede poner las cartas que le indica el declarante sobre la mesa, pero nunca decidiendo qué valor o palo utilizar en una baza determinada; para ello, el muerto coloca sus cartas sobre la mesa de manera que todos los jugadores puedan verlas.

## Historia

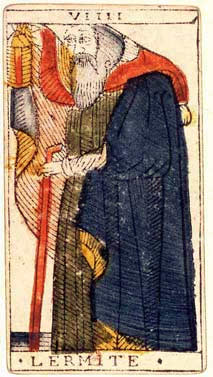
Los triunfos de las cartas del tarot fueron introducidos alrededor de 1440 en Italia, llamadas entonces trionfi.

Según algunas investigaciones se cree que los juegos de bazas son los más antiguos de la historia de los juegos de cartas en Europa. La creación de la baza va pareja a la creación de la baraja en sí y de acuerdo al investigador de juegos de cartas David Parlett, el juego de bazas más antiguo, Karnöffell, fue mencionado en 1426 en el pueblo bávaro Nördlingen —aproximadamente medio siglo después de la introducción de los juegos de cartas en Europa, mencionados en España en 1371—. Los triunfos más antiguos conocidos aparecen en Karnöffel, donde rangos específicos de un palo fueron llamados Karnöfell, Devil, Pope, etc. y sujetos a un elaborado sistema de poderes de triunfo. 

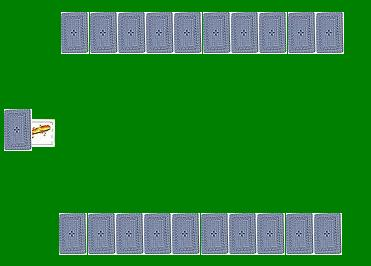
El Tute es uno de los juegos de bazas más populares.

Alrededor del 1440, se introducen en Italia unas cartas especiales llamadas trionfi con similar función. Estas cartas especiales son conocidas ahora como tarot, y por extensión, se llama cartas de tarot al mazo que las contiene. Los trionfi/tarots forman básicamente otro palo en la baraja pero sin ningún valor en relación con los otros palos, sino que forman en sí mismos un palo de triunfo con una jerarquía fija, del 1 al 21 en el tarot francés, por ejemplo. Se puede obtener un efecto similar haciendo que todas las cartas de un determinado palo sean triunfos. Este método se sigue utilizando por un número de juegos de bazas modernos que no conllevan subasta. Parlett llama la atención sobre el hecho de que mientras los triunfos fueron añadidos con posterioridad a algunos juegos, como Trappola, ningún juego ha sido descubierto en el que se retiren los triunfos del mazo.
La categoría de juegos de bazas incluye algunos de los juegos más populares jugados como Bridge, Picas, Corazones, Rook, Tute, Dame de Pic, Belote, Skat, Euchre y Pináculo.
Muchos de los juegos de bazas populares en el mundo angloparlante descienden del juego Ruff and honours, un sencillo juego de tipo carrera donde el objetivo es llevarse la mayor cantidad de bazas posibles. Este juego derivó en el Whist, del que descienden la mayoría de juegos de bazas completas.
Mientras que hay un número de juegos cuyo valor de las cartas no es muy común, como Trappola y All fours, la mayoría de juegos de puntos por bazas están incluidos en la gran familia de juegos de cartas de As-Diez. Pinocle es un juego representativo de esta familia popular en los Estados Unidos y en Francia. Otros ejemplos incluyen Belote y Skat.